# Аеродром Баимуру
Аеродром Баимуру (ИАТА: VMU) је аеродром у Баимуруу, у заливској провинцији Папуе Нове Гвинеје. Он је на елевацији од 10 стопа (3 m) изнад главног морског нивоа и има писту дугачку 900 m (2954 стопе) означену 04/22.

## Авиокомпаније и дестинације
- Авиокомпаније: Авиокомпанија ПНГ
- Одредишта: Керема, Кикори